# Herb Rozprzy
Herb Rozprzy – jeden z symboli miasta i gminy Rozprza.

## Wygląd i symbolika
Herb przedstawia na tarczy w polu czerwonym wieżę forteczną o trzech wieżyczkach nakrytych trójkątnymi daszkami z kulami na szczycie na drewnianym rusztowaniu. Jest to nawiązanie do odnalezionych pieczęci miasta z XV i XVI wieku oraz do elementów wojskowych. 